# AB Familjebostäder
AB Familjebostäder är ett allmännyttigt bostadsföretag verksamt i Stockholms kommun och bildat 26 februari 1936. Företaget äger, förvaltar och bygger bostäder och lokaler med hyresrätt.

## Historia

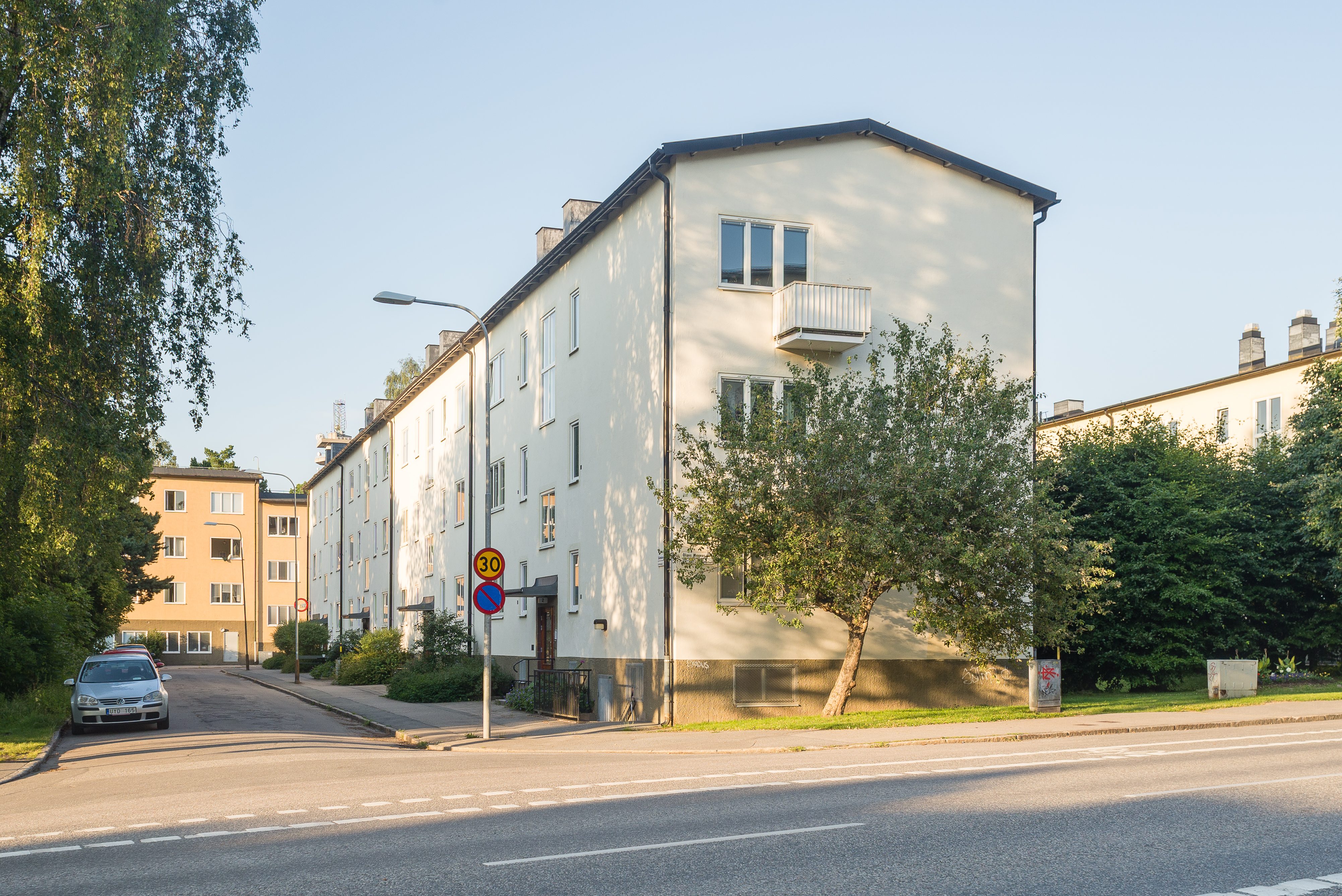
Bålgetingen 1 (hus 2) var ett barnrikehus i Hammarbyhöjden som byggdes 1936–1937 av AB Familjebostäder.

AB Familjebostäder bildades den 26 februari 1936 med uppgiften att åtgärda bostadssituationen för barnrika och trångbodda familjer med små ekonomiska resurser. 1936 började de bygga sina första barnikehus i Hammarbyhöjden vid Olaus Magnus väg och Kristineberg.
Under 1940-talet fortsätter företaget bygga barnrikehus i Abrahamsberg och Riksby i Västerort samt i Söderort från Aspudden till Årsta. Byggandet fortsätter under 1950-talet i i Blackeberg och Hässelby Strand i Västerort och Bandhagen, Farsta, Högdalen och Rågsved i Söderort.
När miljonprogrammet introduceras på 1960-talet bygger Familjebostäder tusentals bostäder i Bollmora, Bredäng, Jordbro, Rinkeby, Tensta, Vårberg och Vårby Gård. De fortsätter expandera under 1970-talet med hus i ytterstaden och innerstaden. Exempelvis byggs bostadskomplexet Fältöversten i Östermalm.
Företagets byggtakt avtar under 1970-talet med enbart ett enstaka husgrupper i befintliga områden och nytt i områden kring Älvsjö station, Södra station och vid Skanstull. Under 1990-talet är företaget med och skapar den nya stadsdelen Hammarby Sjöstad som växer fram i Södra Hammarbyhamnen.